# Rie Usui
Rie Usui (臼井 理恵, Usui Rie), née le 28 décembre 1989, est une joueuse internationale de football japonaise.

## Biographie
Le 13 septembre 2014, elle fait ses débuts avec l'équipe nationale japonaise contre l'équipe du Ghana. Elle compte 6 sélections en équipe nationale du Japon.

## Statistiques
Le tableau ci-dessous présente les statistiques de Rie Usui en équipe nationale :
| Équipe du Japon | Équipe du Japon | Équipe du Japon |
| Année           | Matchs          | Buts            |
| --------------- | --------------- | --------------- |
| 2014            | 6               | 0               |
| Total           | 6               | 0               |